# Владимир Алексић (цртач)
Владимир Алексић (Шабац, 28. октобар 1967) је српски стрип цртач.

## Биографија
Први стрип објавио у шабачком листу "Глас Подриња" са којим је сарађивао неко време и где је објавио стрипове "Хајдук", "Бој на Мишару" и већи број каишева комичног садржаја. Један од оснивача удружења љубитеља стрипа "Еон".
Објављивао стрипове у нишком стрип магазину "Strippresing". Са сценаристом Марком Стојановићем из Лесковца урадио добар део другог албума из серијала "Вековници" који је издао "Sistem Comics".
2005. почиње сарадњу са француском издавачком кућом "Delcourt" и сценаристом Michel Dufranne. 2008 издаје свој први албум за француско тржисте "Souvenirs de la Grande Armee" под псеудонимом Alexis Aleksander. Априла 2007. почиње да ради илустрације за "Политикин Забавник". Урадио два албума серијала "Antixristus", за француску издавачку кућу "Soleil", сценаристе Bruno Falba . Више пута учествовао на колективним изложбама стрип аутора. 2008. прва самостална излозба у холу Шабачке библиотеке. 2009. осваја прву награду на стрип фестивалу "NEXTCOMIC" у Линцу. 2014. завршио за француску издавачку кућу "Delcourt" два албума из серије "Odre du haos".
Тренутно ради за енглеску агенцију "Beehive" преко које пласира своје стрипове и илустрације.